# Inmigración boliviana en Brasil
La comunidad boliviana en Brasil es el quinto mayor grupo de inmigrantes que viven en Brasil, superados apenas por estadounidenses, japoneses, paraguayos y portugueses.
El grupo más representativo es aquel que proviene de La Paz y Cochabamba, el cual se encuentra compuesto en su mayoría por indígenas de lengua quechua y aimara. Se desempeñan principalmente como comerciantes de artesanías y productos textiles. Los bolivianos se han concentrado principalmente en el estado de São Paulo, y en los estados fronterizos de Mato Grosso y Mato Grosso del Sur, aunque hay importantes comunidades en todo el país. Y su número se estima en 350 mil personas.

## Comunidades
- Corumbá, Mato Grosso del Sur. Proporcionalmente, la mayor comunidad de bolivianos en Brasil. El 40% de la población de esa ciudad es boliviana.

- La Ciudad de São Paulo alberga la mayor población de bolivianos en Brasil.

- Carapicuíba, en el estado de São Paulo, es hogar de la comunidad más grande de bolivianos en la zona oeste del Gran São Paulo.

- Itaquaquecetuba, en la región metropolitana de São Paulo, posee la comunidad más grande de bolivianos en la zona este del Gran São Paulo, y existe la expectativa de que el número de esa comunidad ya exceda los miles. Los principales barrios donde se concentran los miembros de la comunidad son: Cidade Nova Louzada, Jardim Nicea, Jardim Pinheirinho, Jardim Caiubi, Paineira, Chácara dos Coqueiros y Jardim Maria Rosa. Es muy común moverse por la ciudad y encontrarse con miembros de la comunidad boliviana en supermercados, bares, restaurantes, peluquerías, farmacias, panaderías y en tiendas generales. Las escuelas de la ciudad también tienen muchos hijos de bolivianos entre sus alumnos. La gran mayoría de los inmigrantes bolivianos son de las ciudades de La Paz, El Alto, Cochabamba y Potosí.

- Cáceres, Mato Grosso. Con un nombre sugerente, tiene la segunda comunidad más grande del país en términos de proporción. 27.5% son de Bolivia.

- Brasilia, la capital del país, tiene una importante población boliviana.

- En la Zona Oeste y Norte de Río de Janeiro, especialmente en el barrio Jacarepaguá, la presencia de bolivianos es notable.

- Baixada Fluminense, Río de Janeiro. Lugar de residencia de algunos bolivianos, principalmente en São Gonçalo.

- Belo Horizonte. Destino tradicional para los peruanos, existe una pequeña comunidad boliviana.

- Cuiabá, Mato Grosso. En términos numéricos, tiene una de las comunidades más grandes del país, con alrededor de 10,000 bolivianos.

- Porto Velho, en el estado de Rondônia, proporcionalmente, es la capital estadual con la mayor comunidad boliviana en Brasil. El 6.5% de la población proviene de Bolivia.

- Rio Branco, Acre. Capital con la segunda comunidad más grande en términos de proporción, siendo el 4% de la población boliviana.